# Crisalide (Vola)
Crisalide (Vola) è una canzone della cantante sammarinese Valentina Monetta. La canzone ha rappresentato San Marino all'Eurovision Song Contest 2013 a Malmö, in Svezia.
Il brano, la cui musica  è di Ralph Siegel mentre il testo di Mauro Balestri, è stato annunciato il 30 gennaio 2013 mentre il videoclip è stato presentato il 15 marzo 2013 durante una diretta televisiva su SMtv San Marino.
Ne esiste anche una versione in lingua inglese dal titolo "Chrysalis (You'll Be Flying)" il cui testo è di Timothy Touchton.
È stata la seconda canzone ad essere eseguita durante la seconda semifinale, che ha avuto luogo il 16 maggio 2013. Il brano si è classificato in undicesima posizione nella semifinale e di conseguenza, tra lo stupore di molti fans, non è stato ammesso tra i finalisti sebbene abbia ottenuto il miglior piazzamento per San Marino.

## Tracce
- Crisalide (Vola) - Download digitale

1. Crisalide (Vola) – 2:56
2. Crisalide (Vola) [Karaoke Version] - 2:56

- Crisalide (Vola) / Chrysalis (You'll Be Flying) - EP - Download digitale

1. Crisalide (Vola) – 2:56
2. Chrysalis (You'll Be Flying) – 2:56
3. Crisalide (Vola) [Karaoke version] – 2:56
4. Chrysalis (You'll Be Flying) [Karaoke version] – 2:56